# Łazówek
Łazówek is een plaats in het Poolse district  Sokołowski, woiwodschap Mazovië. De plaats maakt deel uit van de gemeente Sterdyń en telt 210 inwoners.